# ボル県
ボル県（Bolu ili) は、トルコの北西部に位置する県であり、首都アンカラと国内最大の都市イスタンブールの間に位置する。面積は 8,313平方キロメートル (3,210 sq mi)、人口は320,824人（2022年）である。県都はボル市である。

## 地理
この県は、ボル川（Boli Su）とコジャ川によって流域が形成されている。
森林、湖、山々には3種の鹿を含む野生動物が生息している。県の一部は地震の被害を受けやすい。

## 保護地域
この県にはイェディギョルレル国立公園がある。

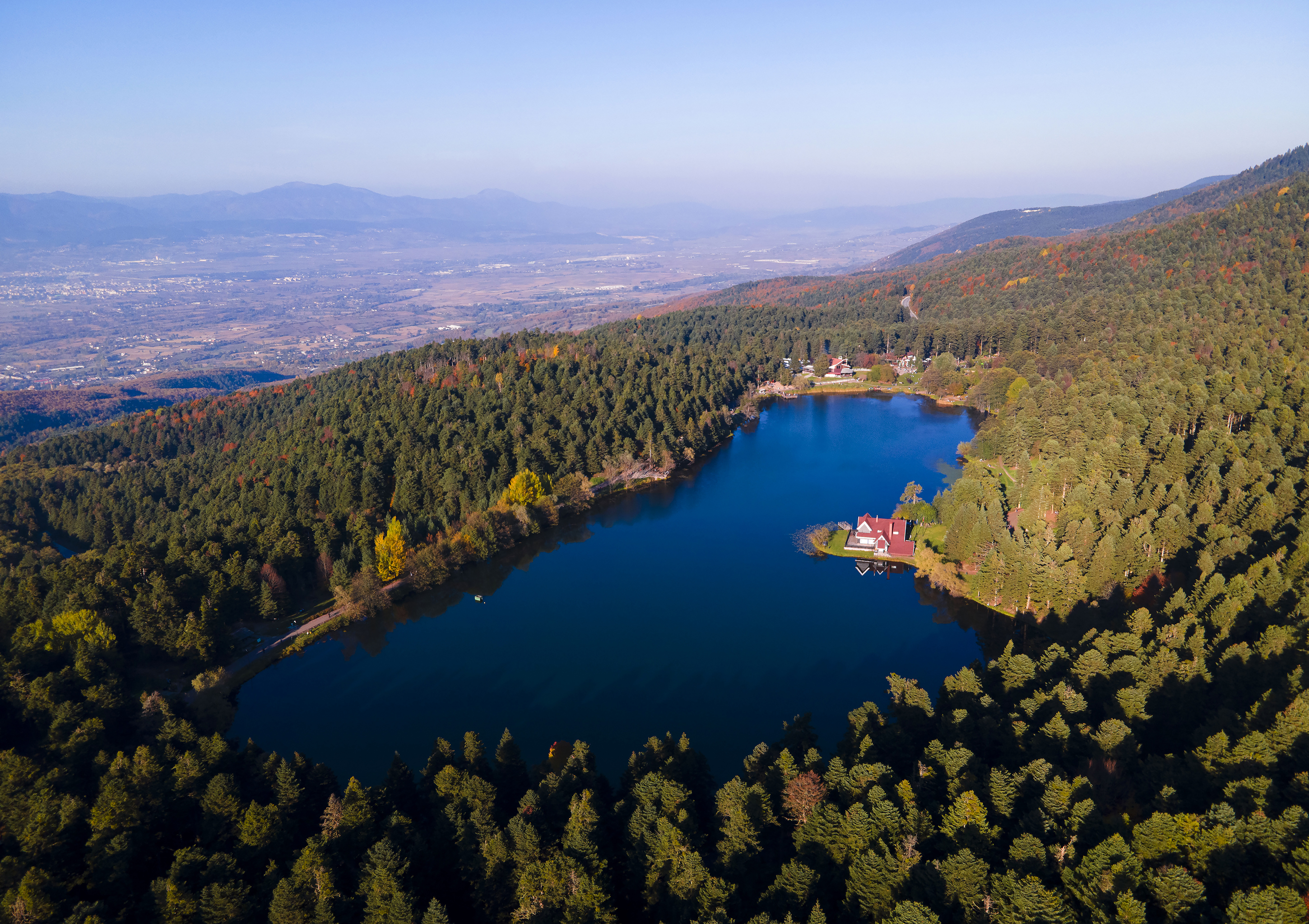
ボル・ギョルジュク自然公園の空撮

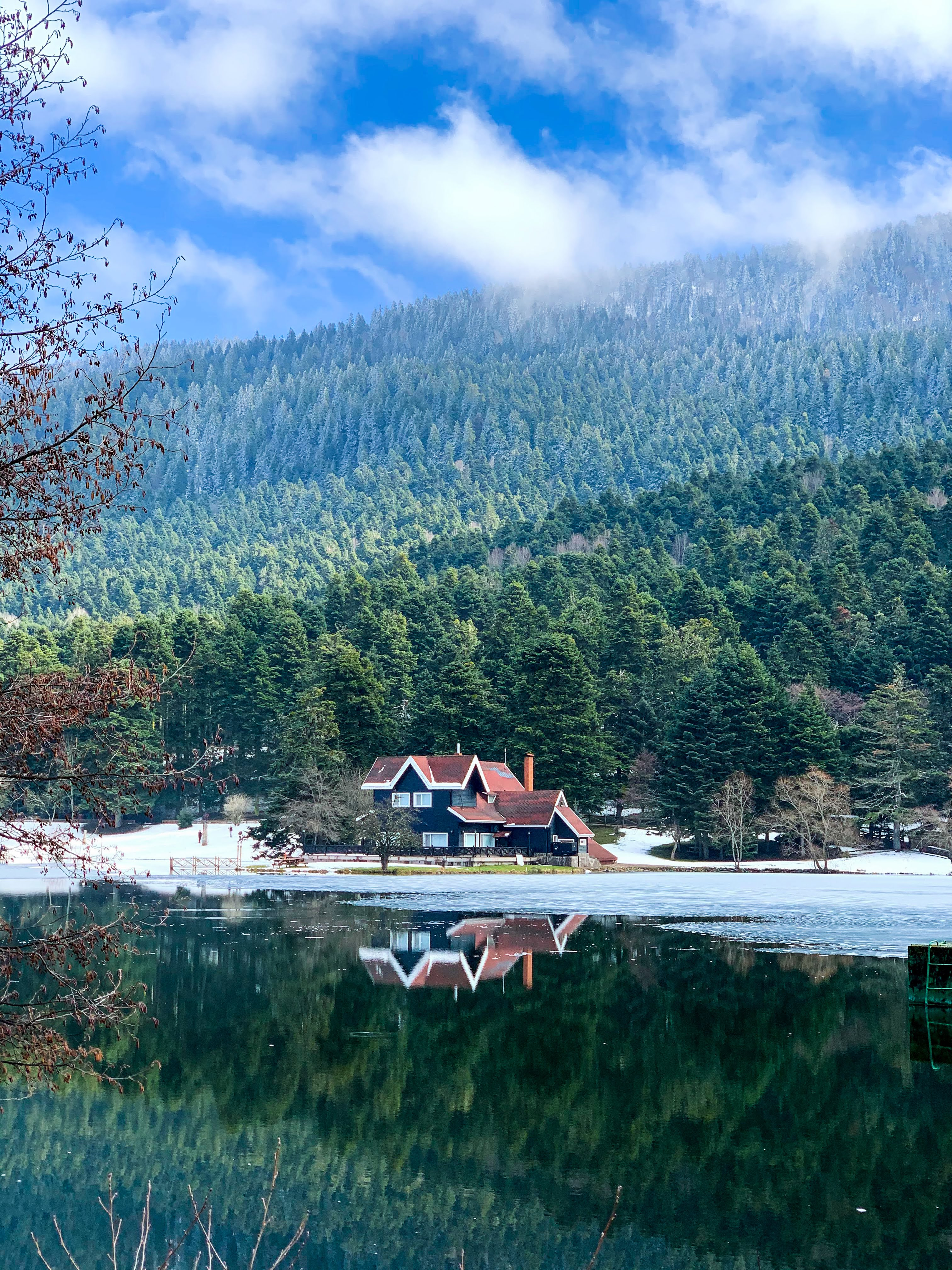
ボル・ギョルジュク自然公園の州迎賓館の側面

また、湖とその周辺からなる別の地域もあり、農林水産省によって「自然公園」として保護されており、ギョルジュクと呼ばれている。湖畔には森林省の州迎賓館という名の建物がある。自然公園の近くには人工湖があり、この湖はボル市の南13キロメートル (8 mi)に位置している。

## 歴史
ボルがいつ最初に設立されたかは不明である。約10万年前にさかのぼるいくつかの考古学的発見は、当時この地域に人が住んでいたことを示唆している。
現在のボル県にあたる地域は、東ビテュニアと南西パフラゴニアに位置していた。この地域の名前の由来となったビテュニウムの町が、現代のボルである。この地域はヘレニズム時代にはビテュニアと呼ばれていた。ローマ帝国はここをクラウディオポリスと名付け、トルコ人にはボルと呼ばれていた。紀元前約375年までに、ビテュニアはペルシアのアルタクセルクセス2世の下から独立し、その後、バシレウス王はアレクサンドロス大王による征服の試みを撃退した。ビテュニア地域とパフラゴニアの一部は、紀元前88年にミトリダテス6世とポントス王国の支配下に短期間入るまで、独自の王国を維持していた。ローマの助けにより、最後のビテュニア王であるニコメデス4世は王位を取り戻したが、彼の死と共に王国をローマに遺贈した。これが第三次ミトリダテス戦争とポントスの崩壊につながり、その後この地域はパフラゴニアとビテュニアを一つの属州としてローマ帝国に編入された。衰退するビザンティン帝国の下で、ボル地域はサカリヤ川で西ビテュニアと分けられ、西ビテュニアはその名を保持した。サカリヤ川は現在もこの県の南および西の境界となっている。
1071年のマラズギルトの戦いでの勝利後、トルクメン人は西に広がり、3年後にボルに定住した。1074年にボルに定住したトルクメン人は、ビザンティン帝国がずっと以前にバルカン半島から連れてきたブルガール、ペチェネグ、ウズ、クマンのトルコ人たちと容易に融合した。ボルとその村々は完全にトルコ化し、テュルクの部族の名前を取った。バルカンから来たトルコ人はキリスト教徒となったが、テュルク語、習慣、伝統を忘れなかった。彼らは短期間でイスラム教徒となった。
ビザンティン帝国は1071年のマラズギルトの戦いの後、ボル地域をセルジューク・トルコに一時的に失ったが、アレクシオス1世コムネノスの下で回復した。コムネノス王朝の終焉後、トルコ人は徐々にボル地域を取り戻した。約1240年、セルジューク・トルコはビザンティン帝国からボル地域の東部（すなわちパフラゴニア部分）を奪い、ルーム・スルタン国に編入した。その征服とスィノプ占領への協力により、チョバン侯国はその領土と北および東に隣接する地域を与えられ統治した。その東部地域は1292年にイスフェンディヤル侯国の手に落ち、1461年にメフメト2世によってオスマン帝国の残りの部分に編入されるまで彼らによって支配された。
1265年までに、ボル地域の西部は再びセルジューク・トルコの手に渡ったが、1300年代初頭から中頃にかけてオルハンとオスマン帝国に落ちた。二つの地域は1461年にメフメト2世の下で再統一された。1864年のオスマン帝国行政改革において、ボルは独立したサンジャク（県）となったが、地理的にはカスタモヌ州の一部であった。

## 行政区画
ボル県は9つの地区、4つの準地区、13の自治体、491の村に分かれている。

### 地区

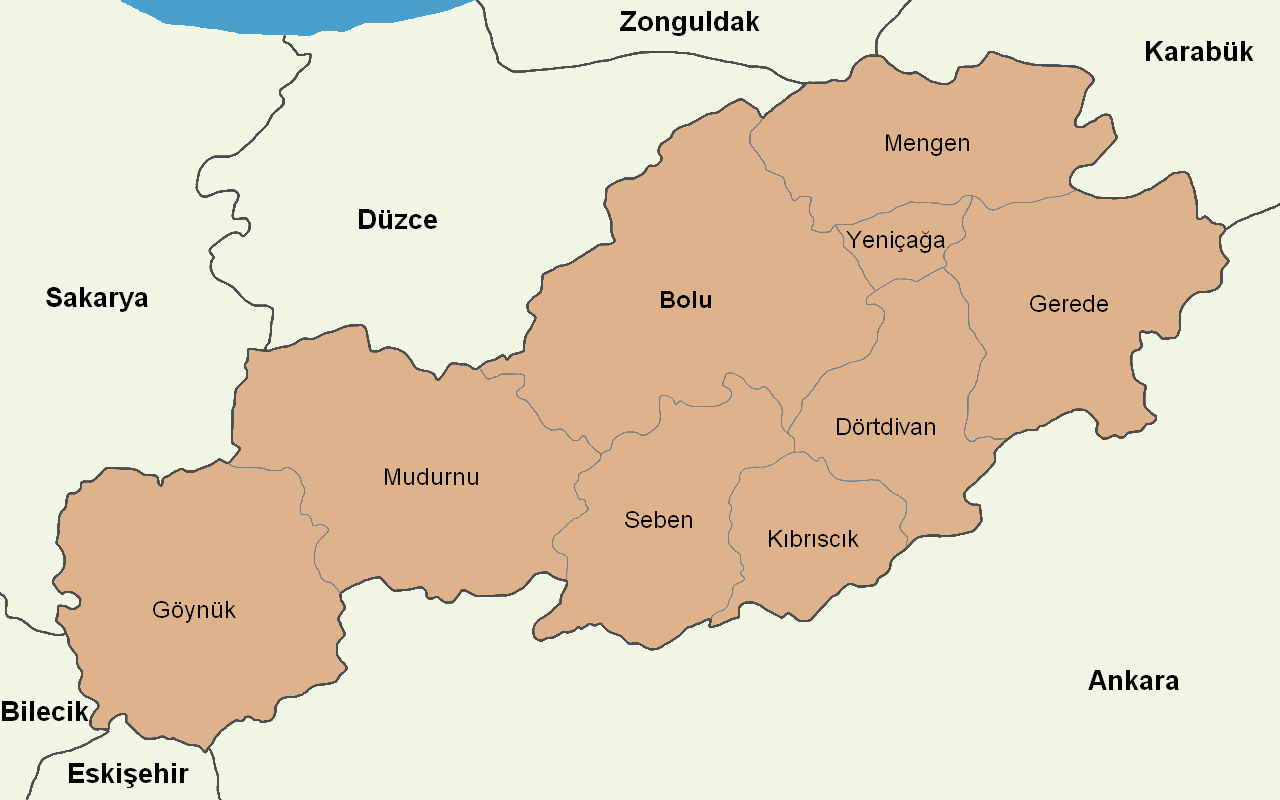
ボル県の地区

- ボル - 県都
- デョルトディヴァン
- ゲレデ
- ギョイニュク
- クブルスジュク
- メンゲン
- ムドゥルヌ
- セベン
- イェニチャーア